# إدميلسون (لاعب كرة قدم مواليد 1971)
إدميلسون (بالبرتغالية: Edmilson Gonçalves Pimenta‏) هو لاعب كرة قدم برازيلي في مركز نصف الجناح، ولد في 17 سبتمبر 1971 في Santa Teresa, Espírito Santo ‏ في البرازيل. لعب مع باريس سان جيرمان وسبورتينغ لشبونة ونادي بالميراس ونادي بورتو ونادي بورتيمونينسي ونادي لين وناسيونال ماديرا.

## وصلات خارجية
- إدميلسون (لاعب كرة قدم مواليد 1971) على موقع رابطة كرة القدم الفرنسية للمحترفين (الإنجليزية)
- إدميلسون (لاعب كرة قدم مواليد 1971) على موقع قاعدة بيانات كرة القدم.إي يو (الإنجليزية)
- إدميلسون (لاعب كرة قدم مواليد 1971) على موقع ليكيب (الفرنسية)